# 伊藤功
伊藤 功（いとう いさお、1919年〈大正8年〉6月16日 - 2015年〈平成27年〉9月28日）は、昭和から平成時代の政治家。秋田県大曲市長。旧姓は杉山。

## 経歴
大曲市（現・大仙市）出身。1937年（昭和12年）3月、秋田県立大曲農業学校卒業。同年4月から樺太庁に入り、殖産部林業課に勤務する。
1949年（昭和24年）角間川町役場に奉職し、1955年（昭和30年）合併により大曲市となる。大曲市財政課長、総務課長、1974年（昭和49年）収入役、1976年（昭和51年）助役を経て、1979年（昭和54年）大曲市長に当選。同年10月21日に就任した。2期務め、1987年（昭和62年）引退した。
2015年（平成27年）9月28日、肺炎により秋田県秋田市の病院で死去した。

## 栄典
勲章等
- 1993年（平成5年） - 勲五等双光旭日章[1]